# لوسيتانيا
لوسيتانيا هو اسم مقاطعة رومانية في غرب شبه الجزيرة الأيبيرية . في العصر الجمهوري ، من القرن الثاني قبل الميلاد.   ، كانت أراضيها جزءًا من مقاطعة هيسبانيا العليا . شغلت معظم أراضيها البرتغال الحالية جنوب دورو ومنطقة إسبانيا ، خاصة إكستريمادورا ومقاطعة سالامانكا . كانت عاصمتها هي مدينة أوغستا أميريتا ، حاليًا ميريدا.

## التاريخ

### الأصول والإمبراطورية العالية
في زمن أغسطس و تحديداً في 27 قبل الميلاد. ، تم إنشاء المقاطعة بهذا الاسم و اعتبارها مقاطعة إمبراطورية ، يديرها حاكم إمبراطوري برتبة البريتوري ، والتي امتدت في البداية من غواديانا إلى بحر كانتابريا ، حيت أنه خلال حروب كانتابريا أراضي غاليسيا وأوسترياس وكانتابروس تم ضمهم إليها. بينما كان الحاكم الروماني الأول كان بابليو كاريسيو خلال الفترة ما بين 26 قبل الميلاد و22 قبل الميلاد .

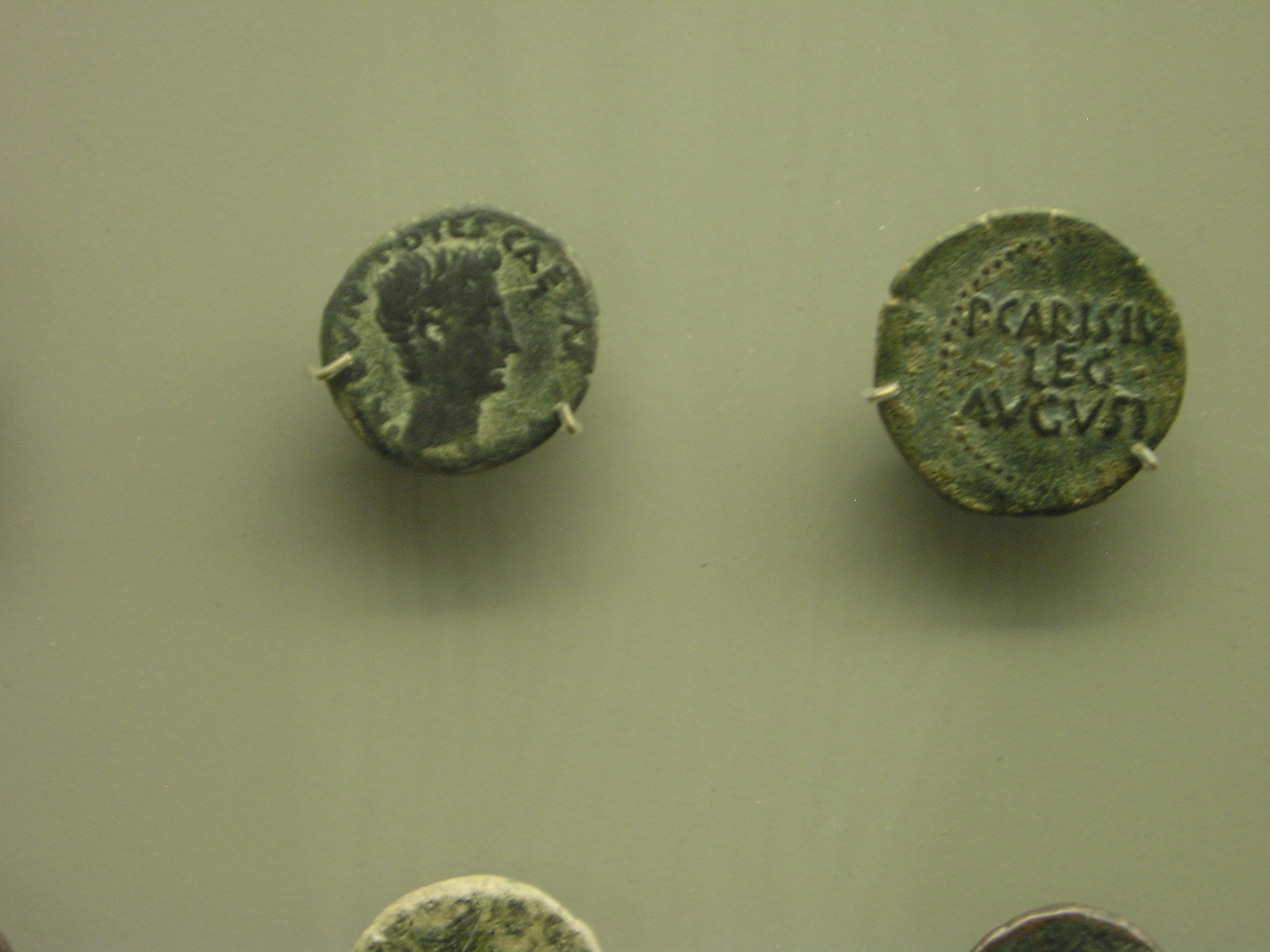
صكوك أصدرت في ميريدا بوبليو كاريسيو ، الإرث الأول لوستانيا تحت أغسطس.

في 17 قبل الميلاد  ، عاد أوغوستو لإعادة تنظيم المقاطعات الإسبانية ، وتم تعيين حدود لوسيتانيا في المنطقة بين دويرة وغواديانة ، مع العاصمة أوغستا اميريتا ( ميريدا الحالية) ، بما في ذلكبعض أراضي ما هو الآن اكسترامادورا ،و البرتغال ( باستثناء المنطقة الواقعة بين مينيو و دويرة ) ، تقريبًا مقاطعة سالامانكا بالكامل ، و جزء من مقاطعة زامورا ، الإقليم الغربي لمحافظة أفيلا (بما في ذلك عاصمتها) ومقاطعة توليدو الغربية (حتى تالافيرا دي لا رينا ، ما يسمى أراضي تالافيرا القديمة ).
اتبعت حدودها مع مقاطعة بايتيكا السيناتورية المناطق المحيطة بـالأنس (غواديانا) وفصلت لوسيتينياعن منطقة بيتيس المسماة بيتوريا في المصادر الكلاسيكية (الإقليم بين غاديانا و غوادالكيفير). تم تقسيم بيتوريا إلى سلتيك و توردولا.
رسمت الحدود مع مقاطعة تاراكونيسيس الإمبراطورية في الجزء السفلي من نهر دورو ، واستمرت خلال مسار تورميس والتلال الشمالية للنظام المركزي ، للوصول إلى الفجوة بين سيرا ديل غيردوس و غوادارما والنزول عبر التلال الجنوبية للنظام المركزي الباحثين سييرا دي جوادالوبي وجواديانا.
أخذت اسمها من اللوسيتيين ( لاتينية : lusitani ) ، و هم المحاربين الشرسين الذين أقاموا مقاومة قوية لاختراق الرومان (في القرن الثاني قبل الميلاد) ، الشيء الذي جعلها واحدة من المناطق الأيبيرية التي حاربت الغزو لأطول وقت.فيما بعد أدرجت ثلاث شعوب أخرى أيضا في أراضيها، و فيتونيس ، و توردولوس فيتريس و الكلت من بيتوريا .

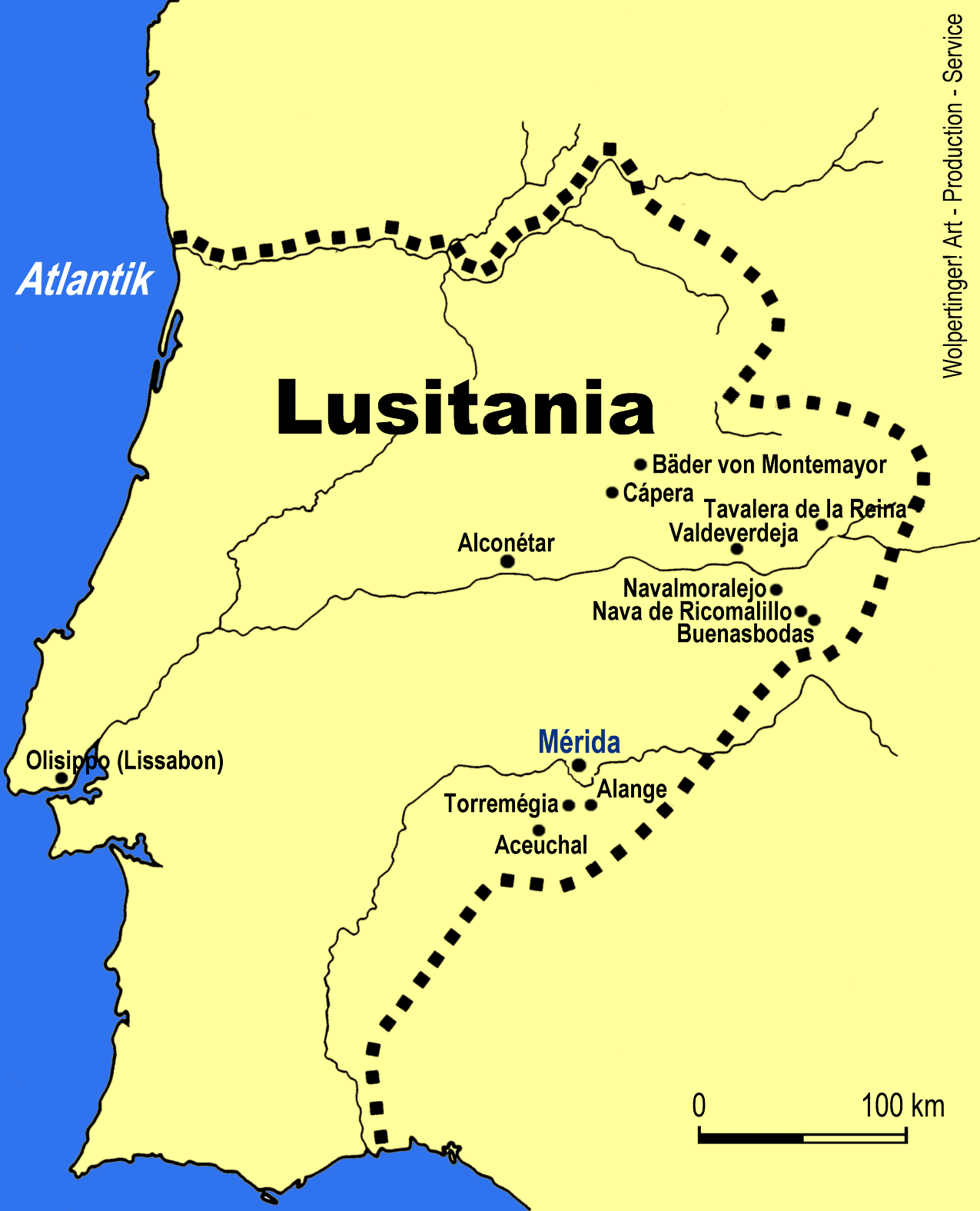
مقاطعة لوسيتانيا الرومانية

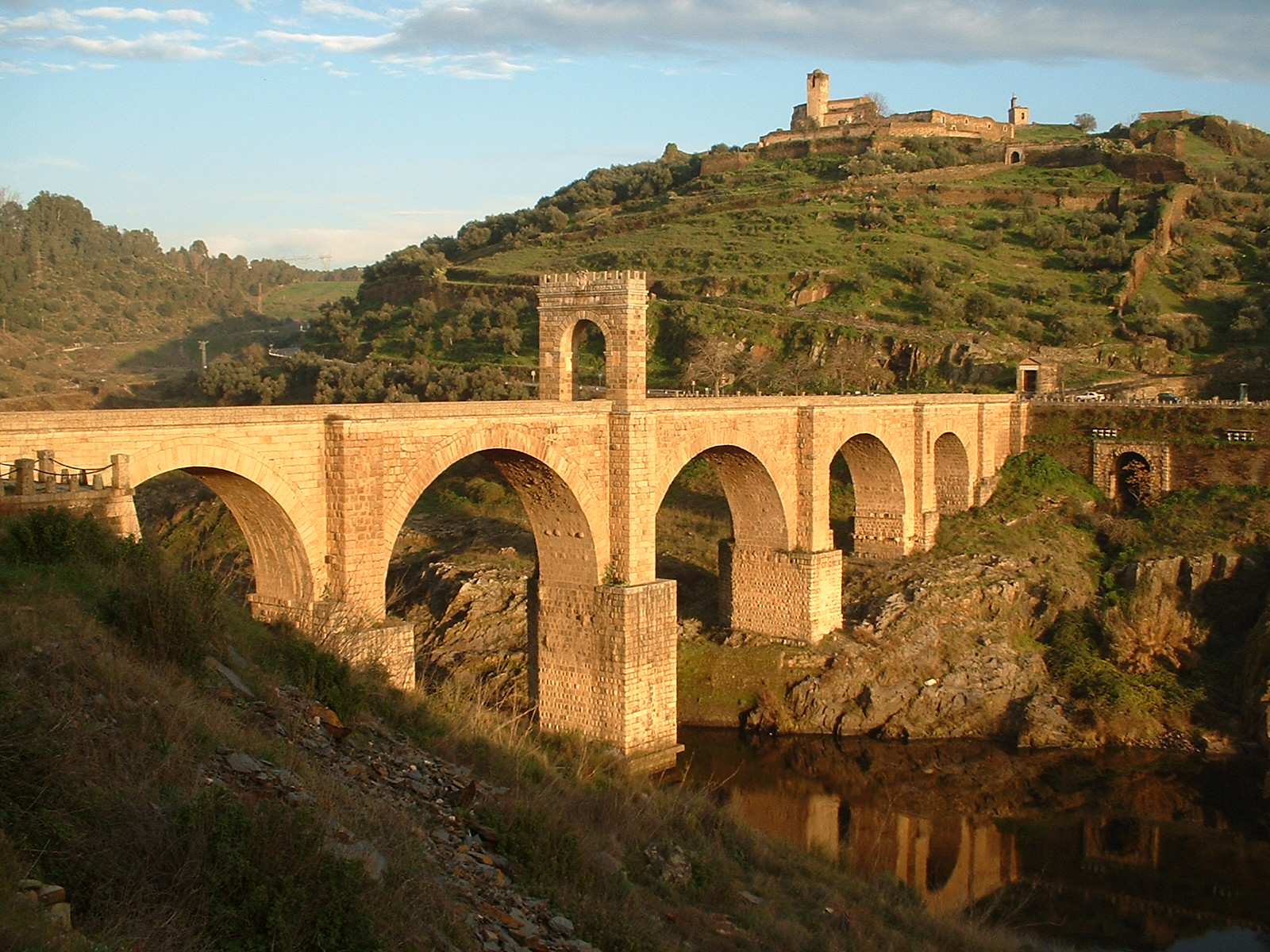
جسر الكانتارا فوق نهر تاجوس ، الذي بناه المهندس المعماري لاسير باخو تراخانو.

## قائمة المراجع
- خوسيه مانويل رولدان هيرفاس ، تاريخ إسبانيا: إسبانيا الرومانية ، التاريخ 16 ، التاريخ الحي رقم 6 ، مدريد ، 1989. ردمك 84-7679-123-2 و978-84-7679-123-3
- JM Roldán Hervás and J. Santos Yanguas، History of Spain 9: Roman Spain ، Espasa Calpe، Madrid 2000، ISBN 84-239-9717-0 و 978-84-239-9717-6

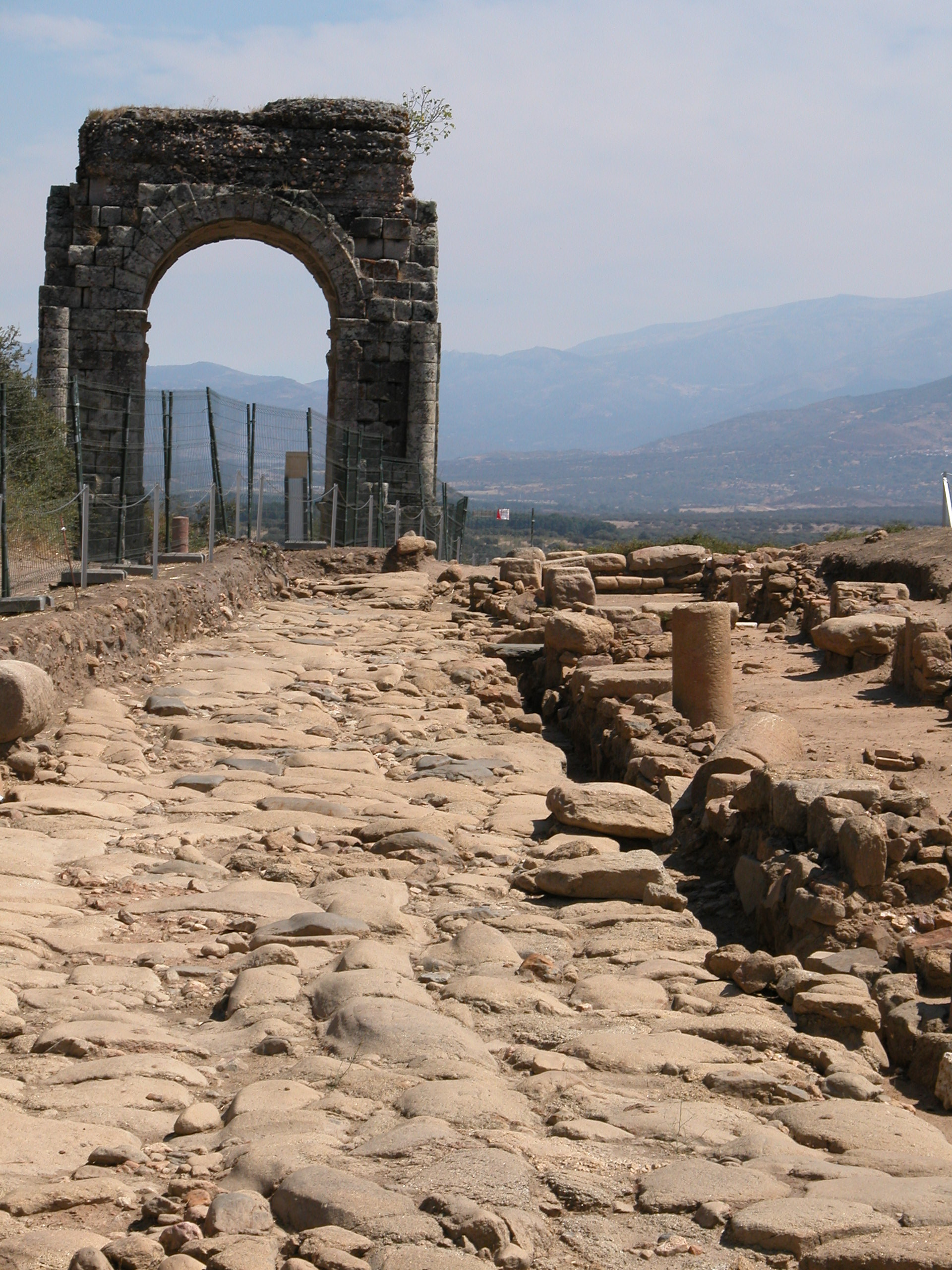
وثائق من بلدية كابارا ، جزء من الطريق الروماني نهج الفضة ، الذي يعبر قوس تيترابيل كابارا ، الذي بناه ماركوس فيدبوس ماسير.